# سوتا کاواهارا
سوتا کاواهارا (ژاپنی: 河原 創؛ زادهٔ ۱۳ مارس ۱۹۹۸) یک بازیکن فوتبال اهل ژاپن است.
از باشگاه‌هایی که در آن بازی کرده‌است می‌توان به باشگاه فوتبال رواسو کوماموتو اشاره کرد.